# Grace Luczak
Pour les articles homonymes, voir Luczak.
Grace Luczak, née le 24 mai 1989, est une rameuse américaine .

## Palmarès

### Championnats du monde
| Discipline       | Karapiro 2010 Nouvelle-Zélande | Chungju 2013 Corée du Sud | Amsterdam 2014 Pays-Bas | Aiguebelette 2015 France |
| ---------------- | ------------------------------ | ------------------------- | ----------------------- | ------------------------ |
| Quatre de pointe | Bronze                         |                           |                         | Or                       |
| Huit             |                                | Or                        | Or                      |                          |